# Battaglia di Almenar (1082)
La battaglia di Almenar ebbe luogo nel 1082 tra le truppe del re Yusuf al-Mu'tamin ibn Hud della Taifa di Saragozza, comandate da Rodrigo Díaz de Vivar (noto come El Cid), e quelle di al-Mundir al-Háyib 'Imad al-Dawla, re della Taifa di Lleida, appoggiato dal re d'Aragona, Sancho Ramírez, dal conte di Barcellona, Berengario Raimondo II, e del conte di Cerdanya e Berga, Guglielmo Raimondo I. Fu l'episodio conclusivo di una campagna che si svolse al confine tra la Taifa di Saragozza e la Taifa di Lleida, in diverse città e fortezze come Monzón, Peralta de Alcofea, Tamarite de Litera e Almenar. Il risultato fu la vittoria di al-Mu'tamin di Saragozza, anche se non ne conseguirono cambiamenti territoriali decisivi.

## La battaglia
Alla sua morte, Abū Jaʿfar Ahmad ibn Sulaymān al-Muqtadir divise la Taifa di Saragozza fra i suoi due figli: la Taifa di Saragozza toccò ad al-Mu'tamin, la Taifa di Lleida ad al-Mundir. Deciso ad assoggettare il fratello, al-Mu'tamin contò sul servizio del condottiero castigliano Rodrigo Díaz de Vivar, noto come El Cid. Quest'ultimo, da poco esiliato dal Regno di León, si era messo a disposizione di Al-Muqtadir nel 1081, e aveva continuato a servire al-Mu'tamin, il figlio ed erede prediletto di Al-Muqtadir.

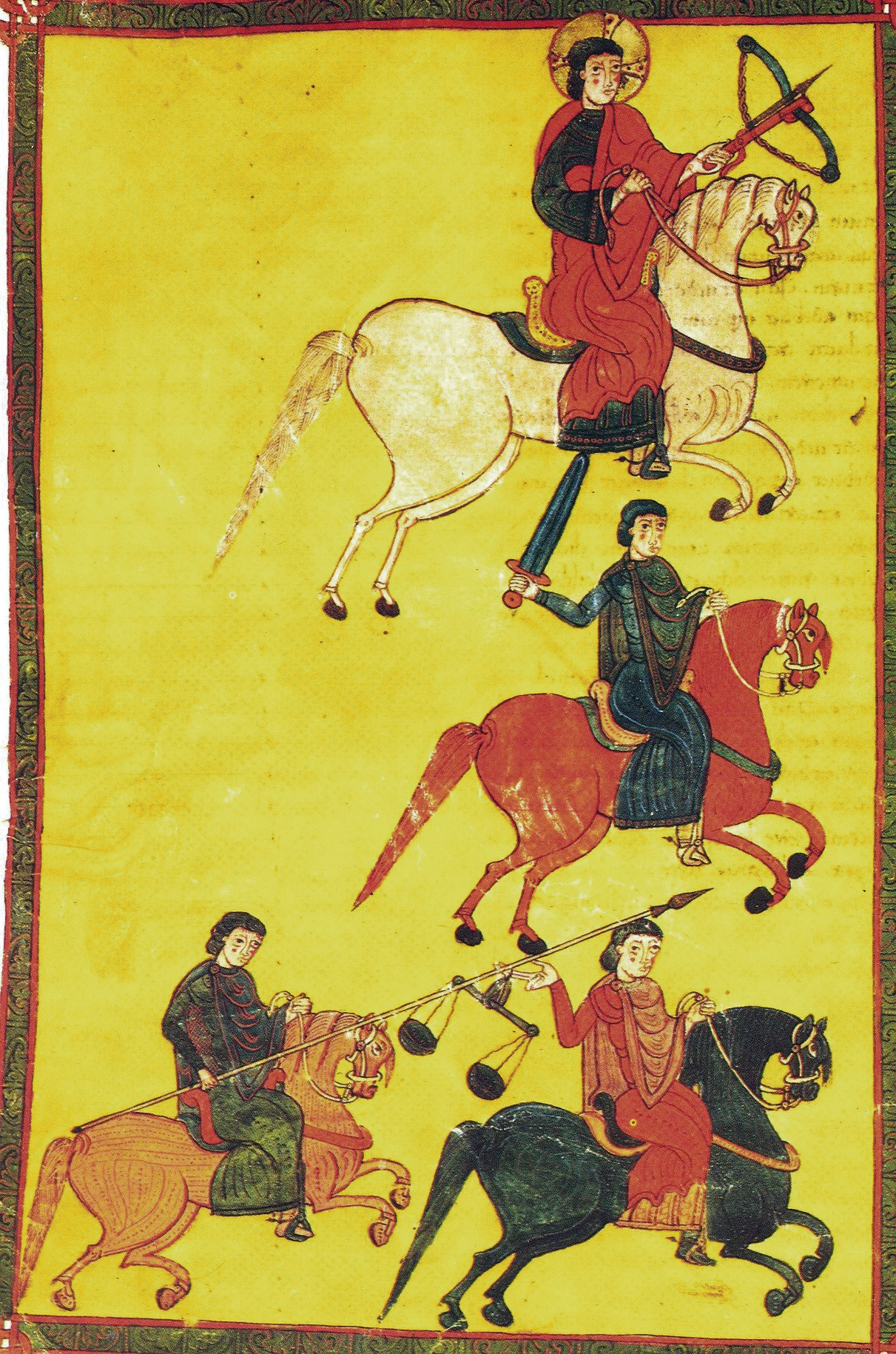
I cavalieri dell'Apocalisse in una miniatura del 1086

Il re della Taifa di Saragozza inviò El Cid con il suo esercito verso il confine con la Taifa di Lleida nell'estate del 1082. El Cid, al comando di un contingente di truppe andaluse e castigliane, si diresse a Monzón per consolidare e riaffermare il controllo del re di Saragozza su questa città. Prima che El Cid raggiungesse Monzón, fu raggiunto dall'esercito del re d'Aragona, Sancho Ramírez, che sperava di far ritirare El Cid. Questi non si lasciò scoraggiare e avanzò fino a Peralta de Alcofea, a soli venticinque chilometri da Monzón, dove fu ricevuto amichevolmente dai governanti locali, che dimostrarono così la loro fedeltà a Saragozza.
Una volta confermata la fedeltà di Monzón, El Cid avanzò verso est fino a Tamarite de Litera per proteggere il confine dall'esercito di al-Mundir. Pochi giorni dopo continuò l'avanzata diretto alla fortezza di Almenar, per riaffermarvi il controllo da parte del re di Saragozza e avere un avamposto nelle vicinanze di Lleida, che distava solo venti chilometri da quella roccaforte.
Fu allora che al-Mundir chiese l'aiuto degli eserciti di Berengario Raimondo II di Barcellona e di Guglielmo Raimondo I di Cerdanya e Berga. Radunato un esercito con l'appoggio dei due conti catalani, al-Mundir pose l'assedio ad Almenar, dove El Cid aveva lasciato una guarnigione.
Nel frattempo, El Cid si diresse verso sud, avanzando lungo il confine tra le due taife. Giunto al castello di Escarpe, situato alla confluenza dei fiumi Cinca e Segre dieci chilometri a sud di Fraga e da poco conquistato dalla Taifa di Lleida, chiese ad al-Mu'tamin di accorrere con il grosso del suo esercito.
Il re della Taifa di Saragozza accolse la richiesta e propose al Cid di unirsi a lui contro l'esercito che assediava Almenar, dove i difensori cominciavano a soffrire per la mancanza d'acqua. El Cid, riluttante all'idea di un attacco diretto, suggerì al re di cercare un accordo in cambio della rinuncia all'assedio. Il re al-Mu'tamin seguì il consiglio, ma l'esercito assediante rifiutò l'accordo, sicuro della propria superiorità sull'esercito di Saragozza.
Di fronte a questa risposta, El Cid decise di ingaggiare una battaglia campale: si diresse quindi ad Almenar, dove si scontrò con l'esercito di al-Mundir. La vittoria andò all'esercito di Saragozza, che mise in fuga il contingente della Taifa di Lleida e dei conti catalani. Le truppe di Saragozza ottennero un bottino considerevole e, soprattutto, catturarono il conte di Barcellona e alcuni suoi cavalieri.
El Cid portò il conte di Barcellona prigioniero a Tamarite de Litera, dove fu consegnato al re al-Mu'tamin. Molto probabilmente il suo riscatto consistette in una grossa somma di denaro, come era consuetudine in quel periodo.
Dopo l'inattesa vittoria ottenuta dal Cid e il consolidamento della frontiera orientale della Taifa di Saragozza, al-Mu'tamin e El Cid tornarono a Saragozza, alla cui corte quest'ultimo assunse una posizione di rilievo.